# Stad i panik
Stad i panik (engelska: Silver Lode) är en amerikansk westernfilm i Technicolor från 1954 i regi av Allan Dwan. I huvudrollerna ses John Payne, Lizabeth Scott och Dan Duryea.

## Rollista i urval
- John Payne - Dan Ballard
- Lizabeth Scott - Rose Evans
- Dan Duryea - Fred McCarty
- Dolores Moran - Dolly
- Emile Meyer - sheriff Wooley
- Robert Warwick - domare Cranston
- John Hudson - Michael 'Mitch' Evans
- Harry Carey Jr. - Johnson
- Alan Hale Jr. - Kirk
- Stuart Whitman - Wickers
- Frank Sully - Paul Herbert, telegrafist
- Morris Ankrum - Zachary Evans
- Hugh Sanders - pastor Field
- Florence Auer - Mrs. Elmwood
- Roy Gordon - doktor Elmwood